# Mars 1840

## Événements
- 1er mars, France : second ministère Adolpher Thiers, ministère de centre gauche, présidé par Adolphe Thiers. Remplacé le dernier jour d'octobre. Charles de Rémusat est ministre de l'Intérieur « je regarde comme un très heureux temps de ma vie les huit mois de préoccupation, de souci d'anxiété qui se sont écoulés du 1er mars au 29 octobre 1840 » (rémusat Mémoires T3 p 337). Alexis de Tocqueville, qui détestait le machiavélisme de Thiers, le soutient néanmoins dans sa politique belliqueuse en Orient.

- 6 mars : Nicolas Jean-de-Dieu Soult signe la nomination de François Guizot comme ambassadeur de France à Londres.

- 8 mars, France : loi sur l'organisation et l'extension de la compétence des tribunaux de commerce.

- 12 mars : prise de Cherchell par l'armée française. Le duc d'Orléans et le duc d'Aumale y sont.

- 14 mars, France, théâtre de la Porte-Saint-Martin : première du Vautrin de Balzac[1].

- 15 mars, France : Frédérick Lemaître accusé d'avoir voulu faire une charge de Louis-Philippe, le ministre Charles de Rémusat interdit Vautrin.

- 16 mars, France : Victor Hugo accompagne Balzac au ministère pour protester contre l'interdiction de Vautrin.

- 19 mars, États-Unis : Combat de Council House, entre des soldats et officiels texans et une délégation de Comanches au cours d'une conférence de paix tenue à San Antonio, au Texas.

## Naissances
- 4 mars : Alphonse Moutte, peintre français († 21 avril 1913).
- 14 mars : Jenny Sabatier, poétesse française
- 20 mars : Franz Mertens (mort en 1927), mathématicien allemand.
- 23 mars : Louis-Émile Bertin, mathématicien français.
- 26 mars : George Smith (mort en 1876), assyriologue britannique.

## Décès
- 2 mars : Heinrich Olbers (né en 1758), astronome, médecin et physicien allemand.
- 22 mars : Étienne Bobillier (né en 1798), mathématicien français.
- 23 mars : William Maclure (né en 1763), géologue écossais.
- 28 mars : Simon Antoine Jean L'Huilier (né en 1750), mathématicien suisse.
- 30 mars : George Brummell, célèbre dandy britannique.